# كأس ألبانيا 1952
كأس ألبانيا 1952 (بالألبانية: Kupa e Republikës 1952‏) هو موسم من كأس ألبانيا. أشرف على تنظيمه اتحاد ألبانيا لكرة القدم، وفاز فيه دينامو تيرانا.